# Setter Ái Nhĩ Lan
Irish Setter là giống chó săn có chung nguồn gốc với Setter đỏ trắng thuộc dòng Setter. Trong chúng có dòng máu của Water Spainiel lai với Gordon Setter và Springer Spainel, nguồn gốc chính ở Ái Nhĩ Lan và có liên quan đến một số giống chó ở Scotland và Anh. Sự xuất hiện của nó bắt đầu vào thế kỉ 19 khi những người nuôi đã tạo ra 1 giống chó Setter với màu đỏ đặc trưng. Irish Setter đã du nhập vào Mĩ từ đầu những nắm 1900. Con đực cao 58–67 cm, con cái 55–62 cm. Hình dáng tương tự như 3 giống Setter còn lại chỉ khác về màu đỏ chủ đạo trên toàn cơ thể.Đây là một loại chó hiếm thấy ở Việt Nam.

## Tổng quan
Ở Mỹ người ta thường dùng loại chó này để đi săn bắn ở các vùng rừng hoặc núi. Với hình thù khái quát mảnh mai.
Setter là một giống chó săn thể thao chuyên dùng vào mục đích săn chim và gà đồng trên đồng cỏ rộng lớn. Với bộ lông óng mượt và dài trùm kín lên cơ thể tạo cho chúng vẻ quy phái và thường làm chó cảnhnhưng nó còn có khả năng săn bắt tốt. Những giống chó này đã được chọn nuôi từ rất lâu tại các quốc gia thuộc vương quốc Anh trước khi nó được mang tới Mĩ phục vụ cho nhu cầu nuôi chủ yếu làm chó cảnh trong các gia đình. Setter có 4 giống chính đó là
- Setter Ái Nhĩ Lan (Irish Setter/Setter đỏ): lông chỉ có màu đỏ.

Setter có ưu điểm là khỏe mạnh, thông minh, tháo vát, đó là tính cách luôn bộc lộ trên cả bốn giống chó này. Ngoài khả năng đi săn chim và gà đồng có hiệu quả thì chúng cũng là nhóm có sự trình diễn trứ danh, trong các cuộc trình diễn có mặt của chúng trên những bục trao giải thưởng. Bên cạnh đó chúng có vai trò ở Mỹ và nhiều quốc gia khác đó là làm vật cảnh được yêu thích trong các gia đình bởi sự duyên dáng và quy phái. Bộ lông của chủng cần có sự chăm sóc chu đáo của người nuôi, đặc biệt vào mùa thay lông chính như mùa xuân và mùa thu hàng năm. Chải và tắm cho chúng thường xuyên sẽ giữ được vẻ đẹp của chúng và tạo điều kiện cho chúng cảm nhận được tình cảm của người nuôi, tăng thêm sự gắn kết giữa chủ và chó.
Chúng thân thiện không giận dữ, nhạy cảm và đáng tin khi chúng vui đùa cùng trẻ em. Chúng không thích sự tù túng khi bị nhốt trong những cũi chật hẹp hoặc bị xích. Setter rất hiếm khi thấy tấn công chó lạ và chúng hòa đồng với những vật nuôi trong gia đình. Chúng cũng rất dễ làm quen với những người bạn của gia đình nhưng chúng sẵn sàng tấn công kẻ lạ mặt khi có dấu hiệu xâm phạm tư gia, chúng có trí nhớ rất tốt với những mùi quen thuộc, có khả năng phát hiện ra thành viên gia đìng từ rất xa. Những con Setter luôn được bọn trẻ rất yêu thích vì chúng rất hiếu động và tò mò khi được vui đùa.

## Các giống

### Setter Ái Nhĩ Lan
Irish Setter là giống chó có chung nguồn gốc với Setter Đỏ Trắng bởi trong đó có dòng máu của Water Spainiel lai vớiGordon Setter và Springer Spainel, nguồn gốc chính ở Ái Nhĩ Lan và có liên quan đến một số giống chó ở Scotland và Anh. Sự xuất hiện của nó bắt đầu vào thế kỉ 19 khi những người nuôi đã tạo ra 1 giống chó Setter với màu đỏ đặc trưng. Irish Setter đã du nhập vào Mĩ từ đầu những nắm 1900. Con đực cao từ 58–67 cm, con cái cao từ 55–62 cm. Hình dáng tương tự như 3 giống Setter còn lại chỉ khác về màu đỏ chủ đạo trên toàn cơ thể.

### Setter đỏ trắng
Là giống chó săn lâu đời của Ái Nhĩ Lan và nó đã rất phù hợp trên những đồng cỏ rộng lớn. Nó được coi là giống chó săn của tầng lớp quý tộc cũ, gắn liền với nguồn gốc của Setter đỏ. Năm 1944 hiệu hội R-W Setter của Ái Nhĩ Lan được thành lập, vào 1984, chúng được công nhận bởi AKC của Mỹ. Con đực cao từ 62–66 cm, con cái cao từ 56–61 cm. Chúng nặng trung bình từ 25–34 kg. Đầu hơi dài, mắt tròn, mồm rộng, kiểu hộp vuông, tai cụp và dài. Lông màu trắng nền chủ đạo với khoang vàng-cam-đỏ trên cơ thể. Bộ lông dài tơ mượt phủ trên cơ thể tạo nên vẻ duyên dáng.

## Đi săn
Bài chi tiết: Chó săn
Cần cho chúng là chạy nhảy, những bài tập cần thiết đối với giống chó năng động này, nên cho đi dạo thường xuyên trên những cung đường dài và cho chúng tham gia vào những chò chơi như bắt đĩa và bắt bóng. Setter ngoan, dễ huấn luyện, có khả năng đoán được ý người dạy rất nhanh mà ít thấy chống đối trong huấn luyện. Việc huấn luyện cho bản năng của chúng phục vụ cho những chuyến đi săn giải trí cuối tuần của người nuôi được dạy rất kĩ lưỡng. Luôn có những con chim giả được buộc vào dây dài kéo chạy trên những khoảng đất rộng và quăng cao hoặc quay tròn để những con Setter đuổi bắt.
Một con Setter đang săn mồi
Những người nuôi từ rất lâu đã cho lai tạo và chọn lựa rất kĩ để có được giống chó có kỉ luật và sức dẻo dai, có khả năng đi săn liên tục trên những cánh đồng rộng lớn, đánh hơi những đàn gà và chim kiếm ăn trên những cánh đồng hay chui rúc trong bụi cỏ. Khi những cái bẫy chim được đặt từ trước sập xuống những tấm lưới to bao trùm lên cả đàn nhưng vẫn có những con thoát ra, lập tức chúng bị bắn hạ và Setter có nhiệm vụ chạy ra vồ và tha về khi những con mồi cố giãy để chạy thoát. Những con Setter luôn là tay săn xác định được vị trí con mồi nhanh hơn cả (chó chỉ điểm).
Là giống chó có khả năng đi săn độc lập. Khi đi săn thì chúng luôn đi sát người thợ săn khi chưa có lệnh được phép truy lùng con mồi, trong chúng có sự thận trọng và chắc chắn khi đã đánh hơi ra dấu vết của con mồi. Trên cánh đồng rộng lớn thì chúng là một tay săn chim rất cần cù, lùng sục khắp mọi chốn và tìm từng dấu vết còn sót lại của con mồi để lại. Tuy chúng không phải là loài săn chim nhanh nhất trên cánh đồng nhưng chúng là một trong những kẻ có khứu giác hàng đầu. Ở chúng có một cử chỉ rất khác lạ có từ lâu nay đó là khi xác định được con mồi thì chúng nằm xụp xuống hoặc co một chân trước làm hiệu cho chủ của chúng.